# Toni Kalem
Pour les articles homonymes, voir Toni et Kalem.
Toni Kalem est une scénariste, réalisatrice et actrice américaine née en 1956 au New Jersey.

## Filmographie sélective

### Actrice
- 1977 : Kojak (1 épisode)
- 1979 : Les Seigneurs : Despie Galasso
- 1980 : La Bidasse : Soldat Gianelli
- 1982 : Horreur dans la ville : Alison Halman
- 1987 : MacGyver (1 épisode)
- 1992 : Sister Act :  Connie LaRocca
- 2000-2006 : Les Soprano (12 épisodes - 2000 - 2006)
- 2001 : 15 minutes

### Réalisatrice
- 1999 : A Slipping-Down Life (en)
- 2009 : House of Curl

### Scénariste
- 2009 : House of Curl